# Drottningmoder (Afrika)

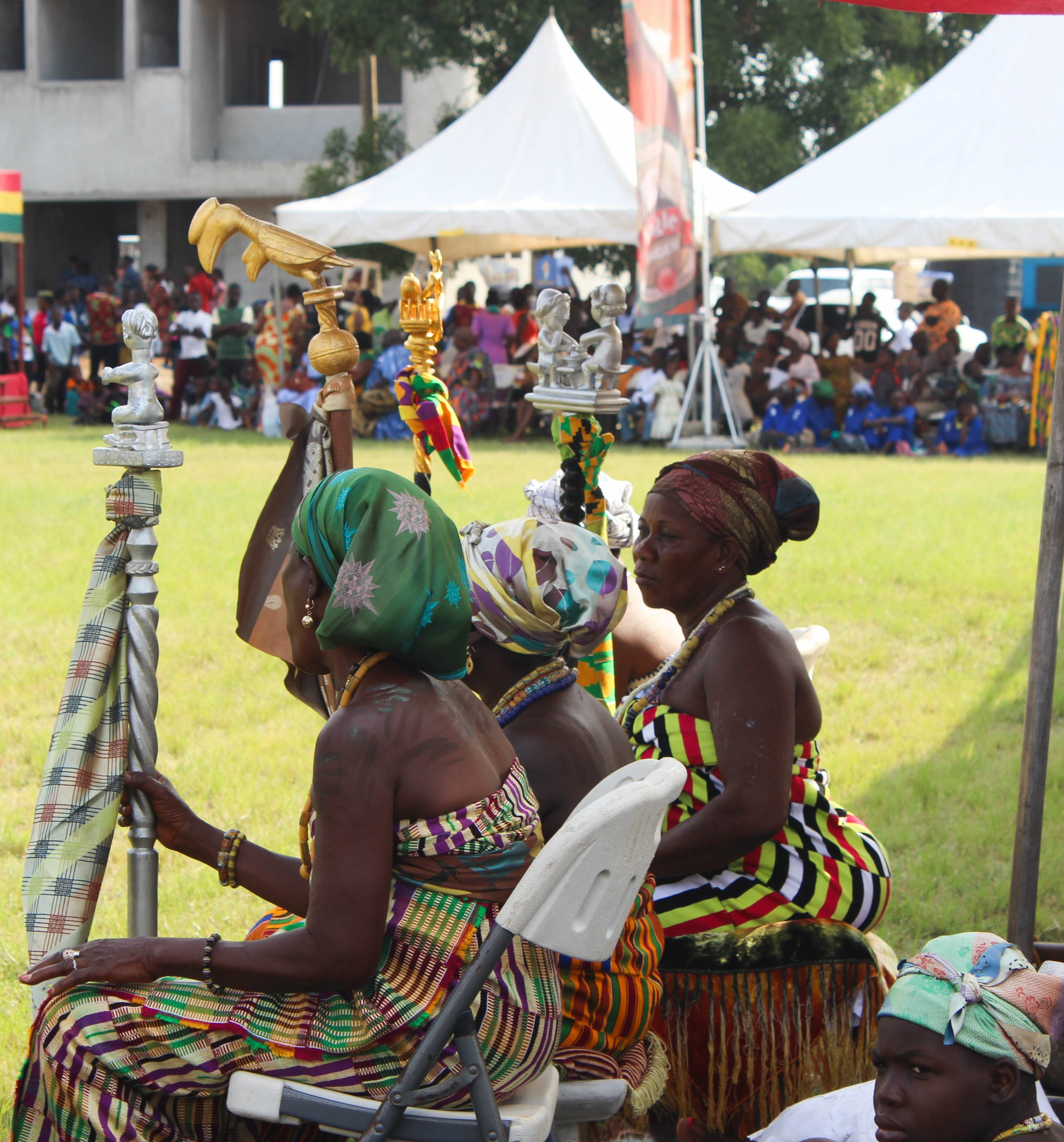
Drottningmödrar i sina respektive regalier.

Drottningmoder (engelska: Queen mother eller Queenmother) är en sammanfattande term för en viss typ av kvinnliga härskare i traditionella afrikanska monarkier. Det finns ingen generell definition av en afrikansk "drottningmoder", eftersom positionen och dess funktioner varierade utifrån den specifika kultur den tillhörde,  
men traditionellt sett hade modern till en afrikansk monark en hög status, egen titel och politiskt inflytande, och bibehåller fortsatt "social makt och inflytande".
I akankulturen erkändes drottningmödrar som politiska aktörer,  och räknade arv genom Matrilinjär härstamning; medan titeln i Uganda stod för en kvinnlig monark.
Afrikanska drottningmödrars makt minskade under kolonialtiden,  men under 2000-talet har den i viss mån återupprättats  och många har organiserat sig som medlemmar i organisationen African Queens and Women Cultural Leaders Network, som bildades 1988.

## Historik
Före kolonialtiden innehade drottningmödrar i många afrikanska kulturer en mycket hög ställning. En afrikansk monarks eller hövdings mor hade oftast högre ställning än hans hustrur, och intog en plats som låg närmast den som innehades av en europeisk drottning. Hon satt vid hans sida i offentliga sammanhang och utövade ofta en legitim, laglig politisk makt, snarare än ett informellt inflytande. 
I många afrikanska kulturer skötte drottningmodern de politiska frågor som uppfattades som kvinnors angelägenheter, så som frågor kring äktenskap, skilsmässa och våldtäkt. I andra kulturer var hon formellt kungens eller hövdingens medregent. Den så kallade drottningmodern var inte alltid monarkens mor, utan i vissa kulturer hans syster, faster eller annan kvinnlig släkting, men sällan hans hustru.
Under kolonialtiden förstods inte de afrikanska kulturernas egenart av de europeiska kolonisatörerna. Européerna utgick ifrån att afrikanska monarkier fungerade på samma sätt som europeiska, och förhandlade därför endast med den person de uppfattades som den enda lagliga monarken, som oftast var den manliga kungen eller hövdingen. De uppfattade hans kvinnliga medregent endast som monarkens mor med informellt "inflytande" över honom, och avfärdade henne med den brittiska termen drottningmoder. 
När de manliga hövdingarna blev de som upprätthöll kontakterna med de europeiska kolonisatörerna, underminerades drottningmödrarnas makt även inom de afrikanska kulturerna, och när de afrikanska kolonierna blev självständiga nationer, uteslöts drottningmödrarna från inflytande i de nya staterna.